# 吉爾布都

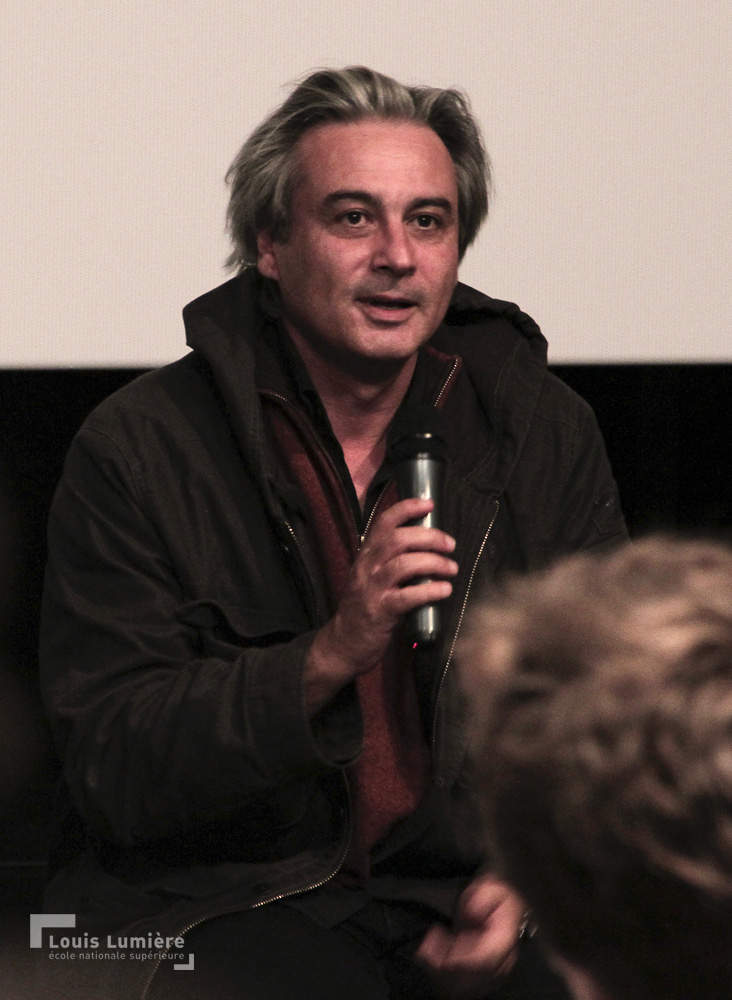
吉爾布都

吉爾‧布都（法語：Gilles Bourdos，1963年11月28日-），法國電影導演，編劇，製片。
出生於法國尼斯。他最有名的是，將讓人感到混亂不安的題材與強而有力美學畫面做對比，所營造出的電影氛圍。他也是一間製片公司的創辦人之一，並在此製作了他大部分的早期作品。
他經常合作的對象有法國編劇米歇爾‧斯平諾莎（Michel Spinosa （页面存档备份，存于））、台灣攝影師李屏賓、法國現代音樂家亞歷山大‧戴斯培。
他較有名的執導電影作品為2003年的《白色謀殺案》（Inquietudes （页面存档备份，存于）），2008年的《今生，緣未了》（Afterwards （页面存档备份，存于））以及2012年的《印象雷諾瓦》（Renoir）。